# Podfilipscy herbu Ciołek

Herb szlachecki Ciołek

Podfilipscy – polska szlachecka rodzina senatorska pieczętująca się herbem Ciołek, pochodząca z Podola. Wzięła nazwisko w pierwszej połowie XV w. od Podfilipia nad Zbruczem.  

## Przedstawiciele rodu
- Jakub Podfilipski (1460-1518) – kasztelan kamieniecki
- Adam Podfilipski (1580-1626) – podsędek i sędzia ziemski kamieniecki
- Michał Podfilipski (1515-1562) – stolnik halicki, syn Wiktoryna
- Stanisław Podfilipski (1545-1621) – sędzia ziemski kamieniecki
- Wiktoryn Podfilipski (1465-1541) – podsędek i sędzia ziemski kamieniecki